# Andreas Kieber
Andreas Kieber (Mauren, 4 de octubre de 1844-Mauren, 19 de abril de 1939) fue un granjero y soldado de Liechtenstein. Era un veterano de la guerra austro-prusiana y el último miembro superviviente del ejército de Liechtenstein.

## Biografía
Kieber nació el 4 de octubre de 1844 en Mauren, como uno de los dos hijos de Michael Kieber y Crescent Senti.
Trabajó como agricultor; en 1866, al estallar la guerra austro-prusiana, era un soldado que formaba parte del contingente de Liechtenstein de 80 hombres liderado por Peter Rheinberger que estaba desplegado en el paso Stelvio contra Italia, aunque la unidad no vio acción alguna. Permaneció en el ejército hasta que fue disuelto en 1868 debido a su impopularidad dentro del país, tras lo cual Liechtenstein declaró su neutralidad permanente. Era miembro de la asociación de veteranos de Liechtenstein, fundada en 1893 y que contaba con 141 miembros en 1896.

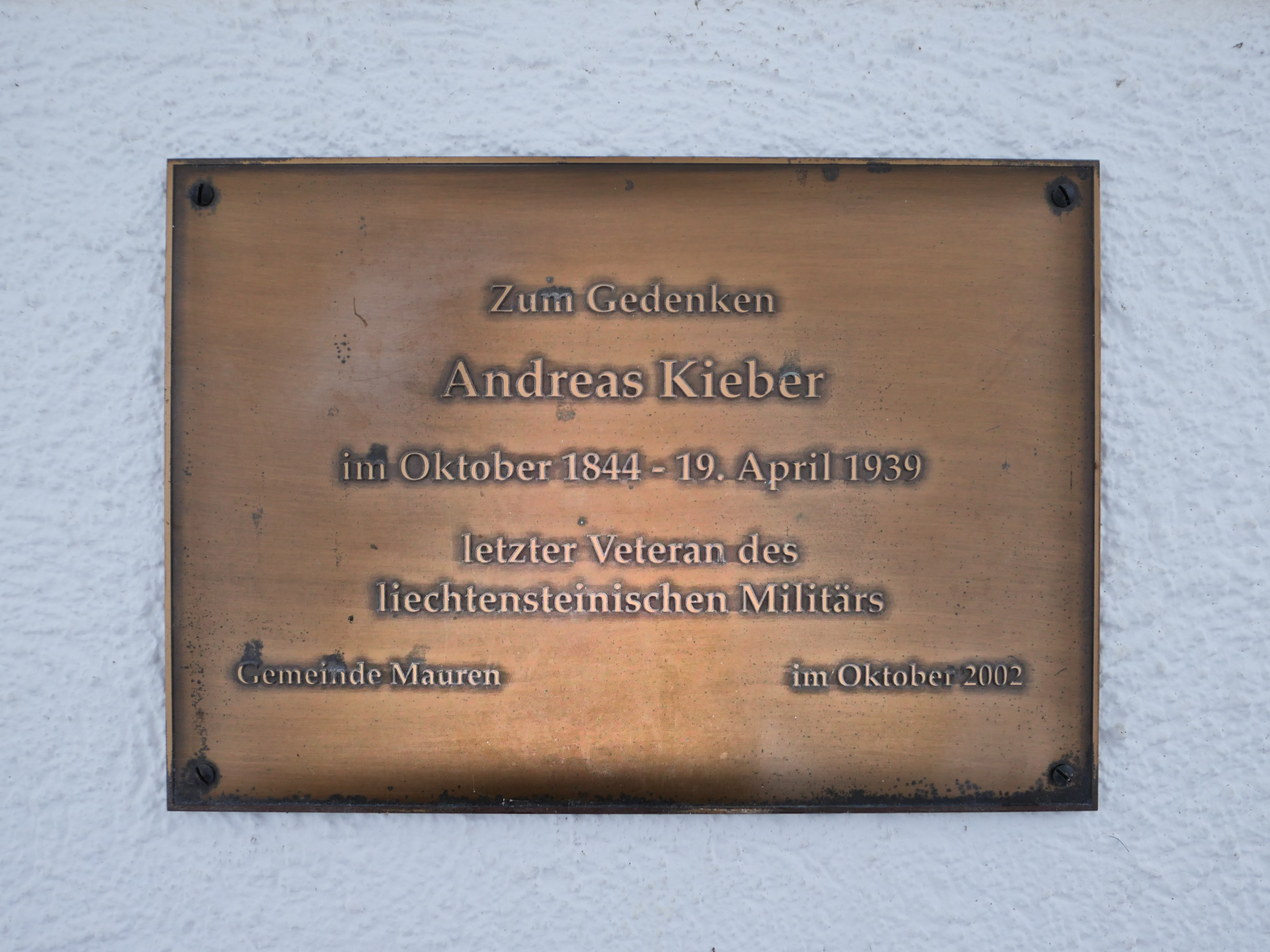
Placa comentativa a la entrada del cementerio de Mauren.

En sus últimos años, fue honrado con fotografías suyas con uniforme que se utilizaron en varias postales. Kieber murió el 19 de abril de 1939 en Mauren, a la edad de 94 años. Tras su muerte, fue reconocido como el último miembro superviviente del ejército de Liechtenstein y apodado el «último soldado de Liechtenstein».
Kieber se casó con Rosina Marxer (29 de julio de 1848 - 20 de abril de 1920) el 3 de noviembre de 1873 y tuvieron cinco hijos juntos.

## Lectura adicional
- Geiger, Peter (2016). Liechtenstein im Krieg. Vor 150 Jahren (en alemán). Vaduz: Liechtenstein National Museum. p. 32.

- Datos: Q117380983
- Multimedia: Andreas Kieber / Q117380983